# Ahram
Ahram (farsi اهرم) è il capoluogo dello shahrestān di Tangestan, nella provincia di Bushehr.